# ستيف ألي
ستيف ألي (بالإنجليزية: Steve Allee)‏ هو عازف بيانو وملحن أمريكي، ولد في 14 سبتمبر 1942 في إنديانابوليس في الولايات المتحدة.

## وصلات خارجية
- الموقع الرسمي
- ستيف ألي على موقع ميوزك برينز (الإنجليزية)
- ستيف ألي على موقع ديسكوغز (الإنجليزية)